# Walter Lionel George
Walter Lionel George', född 20 mars 1882, död 30 januari 1926, var en brittisk författare.
George var född och uppfostrad i Frankrike, och var en tid korrespondent till olika engelska tidningar i Frankrike, Belgien och Spanien. Han syn på livet var också alltid mer fransk än engelsk. Han ansåg sig som expert i fråga om kvinnan, och hans bästa roman The second blooming (1914), är en verkligt subtil skildring av den kvinnliga passionen återuppvaknande i medelåldern. I hans följande romaner, bland annat The confession of Ursula Trent (1921) och Gifts of Sheba (1926), är miljön ofta den undre världen på nattklubbar och lyxrestauranger. Bland Georges övriga skrifter märks Anatole France (1915), A novelist on novels (1918), The story of woman (1925, svensk översättning Kvinnans historia samma år).